# Gäddtjärnen (Linde socken, Västmanland, 662701-145212)
Gäddtjärnen är en sjö i Lindesbergs kommun i Västmanland och ingår i Norrströms huvudavrinningsområde. Sjön har en area på 0,0411 kvadratkilometer och ligger 207,2 meter över havet.

## Delavrinningsområde
Gäddtjärnen ingår i det delavrinningsområde (662688-145258) som SMHI kallar för Utloppet av Dammsjön. Medelhöjden är 245 meter över havet och ytan är 13,14 kvadratkilometer. Det finns ett avrinningsområde uppströms, och räknas det in blir den ackumulerade arean 20,83 kvadratkilometer. Hammarskogsån (Gränshytteån) som avvattnar avrinningsområdet har biflödesordning 3, vilket innebär att vattnet flödar genom totalt 3 vattendrag innan det når havet efter 242 kilometer. Avrinningsområdet består mestadels av skog (81 procent). Avrinningsområdet har 1,06 kvadratkilometer vattenytor vilket ger det en sjöprocent på 8,1 procent.